# Strioterebrum
Strioterebrum is een geslacht van weekdieren uit de klasse van de Gastropoda (slakken).

## Soorten
- Strioterebrum arabellum (Thiele, 1925)
- Strioterebrum ballina (Hedley, 1915)
- Strioterebrum caliginosum (Deshayes, 1859)
- Strioterebrum fuscotaeniatum (Thiele, 1925)
- Strioterebrum illustre Malcolm & Terryn, 2012
- Strioterebrum isabella (Thiele, 1925)
- Strioterebrum japonicum (E. A. Smith, 1873)
- Strioterebrum lividum (Reeve, 1860)
- Strioterebrum nitidum (Hinds, 1844)
- Strioterebrum paucincisum (Bratcher, 1988)
- Strioterebrum plumbeum (Quoy & Gaimard, 1833)
- Strioterebrum sanjuanense (Pilsbry & Lowe, 1932)
- Strioterebrum sorrentense (Aubry, 1999)
- Strioterebrum swainsoni (Deshayes, 1859)
- Strioterebrum varium Bozzetti, 2008